# Edward Babiuch

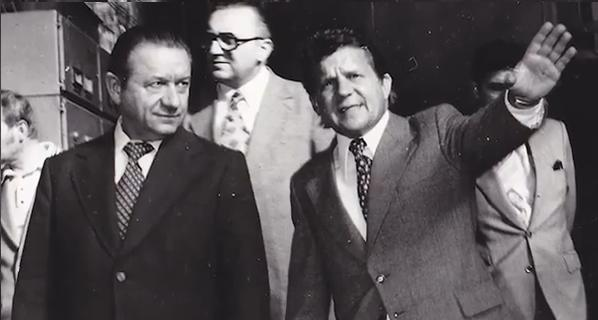
Edward Babiuch i dyrektor Sanockiej Fabryki Autobusów „Autosan”, Leszek Kawczyński

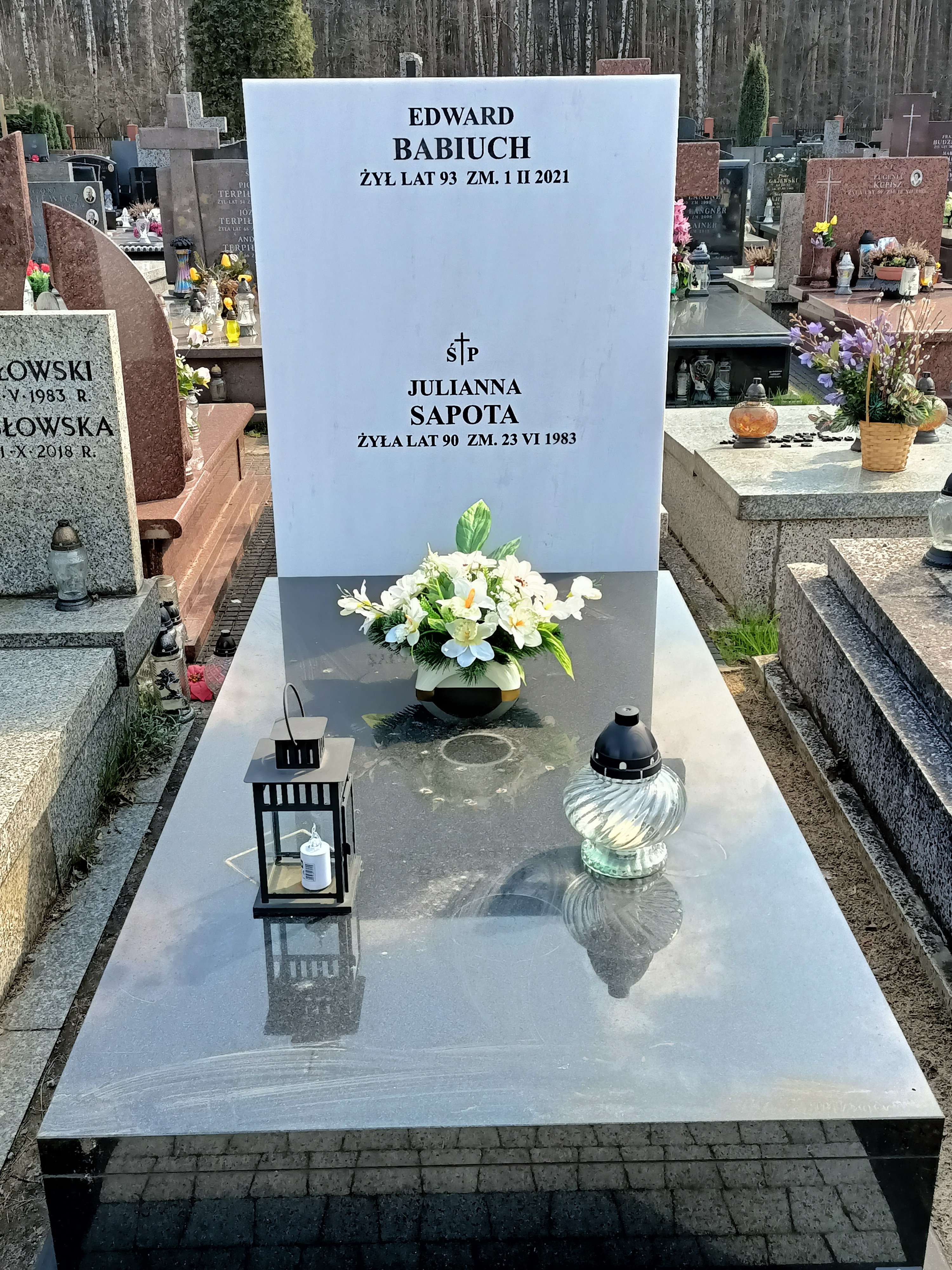
Grób Edwarda Babiucha na cmentarzu na Marysinie Wawerskim

Edward Mikołaj Babiuch wymowaⓘ. (ur. 28 grudnia 1927 w Grabocinie – ob. część Dąbrowy Górniczej, zm. 1 lutego 2021 w Warszawie) – polski polityk i ekonomista, poseł na Sejm PRL V, VI, VII i VIII kadencji, członek Biura Politycznego KC PZPR (1970–1980). W 1980 prezes Rady Ministrów, w latach 1972–1980 członek Rady Państwa (od 1976 zastępca jej przewodniczącego).

## Życiorys
Urodził się w rodzinie górniczej jako syn Mikołaja i Bronisławy. W latach 1953–1955 słuchacz w Szkole Partyjnej przy KC PZPR, studiował w Szkole Głównej Planowania i Statystyki w Warszawie.
Od 1948 członek Polskiej Partii Robotniczej i następnie Polskiej Zjednoczonej Partii Robotniczej. W latach 1949–1955 pracował w aparacie organizacyjnym Związku Młodzieży Polskiej, następnie w aparacie Komitetu Centralnego PZPR (od 1955 do 1959 był w nim instruktorem Wydziału Organizacyjnego, w tym od 1958 starszym instruktorem). W latach 1959–1963 sekretarz Warszawskiego Komitetu Wojewódzkiego PZPR i kierownik Wydziału Organizacyjnego WKW, od 1964 członek KC. W latach 1963–1965 zastępca kierownika Wydziału Organizacyjnego KC, redaktor naczelny „Życia Partii”, w latach 1965–1970 kierownik Wydziału Organizacyjnego KC. Od grudnia 1970 członek Biura Politycznego KC (do sierpnia 1980) i sekretarz KC (do lutego 1980).
W latach 1972–1976 członek, w latach 1976–1980 zastępca przewodniczącego Rady Państwa. Od lutego do sierpnia 1980 prezes Rady Ministrów. Od 1969 pełnił mandat na Sejm PRL V, VI, VII i VIII kadencji. W Sejmie był przewodniczącym Komisji Obrony Narodowej (1971–1972) oraz przewodniczącym Klubu Poselskiego PZPR (1972–1980). W latach 1971–1981 był także członkiem prezydium Ogólnopolskiego Komitetu Frontu Jedności Narodu. 
Jako bliski współpracownik Edwarda Gierka zmuszony w sierpniu 1980 do odejścia ze stanowisk państwowych i partyjnych, w październiku 1980 odwołany ze składu KC, a w lipcu 1981 wykluczony z partii przez IX Zjazd PZPR. Na wezwanie plenum KC w grudniu 1980 zrezygnował także z mandatu poselskiego. W lipcu 1981 został pozbawiony przez Radę Państwa PRL dwóch najwyższych odznaczeń państwowych.
W stanie wojennym wraz z innymi przywódcami z poprzedniej ekipy internowany (od grudnia 1981 do grudnia 1982).
Zmarł 1 lutego 2021 w wieku 93 lat. Był ostatnim żyjącym premierem PRL i najdłużej żyjącym premierem Polski w historii. Pochowano go 16 lutego na cmentarzu na Marysinie Wawerskim.

## Życie prywatne
Jego żoną była lekarz chorób zakaźnych, prof. n. med. Lidia Babiuch.

## Odznaczenia
- Order Budowniczych Polski Ludowej (1977[7], pozbawiony w 1981)
- Krzyż Oficerski Orderu Odrodzenia Polski
- Krzyż Kawalerski Orderu Odrodzenia Polski
- Order Sztandaru Pracy I klasy (pozbawiony w 1981)[8]
- Order Sztandaru Pracy II klasy (1969)[9]
- Złoty Krzyż Zasługi (1955)[10]
- Medal 10-lecia Polski Ludowej
- Medal 30-lecia Polski Ludowej (1974)[11]
- Krzyż Wielki Orderu Infanta Henryka (Portugalia, 1976)[12]
- Medal jubileuszowy „Trzydziestolecia zwycięstwa w Wielkiej Wojnie Ojczyźnianej 1941–1945” (ZSRR, 1975)[13]
- Medal 90-lecia urodzin Georgi Dymitrowa (Bułgaria, 1972)[14]
- Medal 50-lecia Komunistycznej Partii Czechosłowacji (Czechosłowacja, 1971)[15]
- Medal 30-lecia wyzwolenia Czechosłowacji przez Armię Radziecką (Czechosłowacja, 1975)[16]
- Złoty Medal „Za zasługi w rozwoju przyjaźni i współpracy z CSRS” (Czechosłowacja, 1970)[17]